# Heraclia kivuensis
Heraclia kivuensis är en fjärilsart som beskrevs av Sergius G. Kiriakoff 1973. Heraclia kivuensis ingår i släktet Heraclia och familjen nattflyn. Inga underarter finns listade i Catalogue of Life.